# (2156) Kate
(2156) Kate est un astéroïde de la ceinture principale.

## Description
(2156) Kate est un astéroïde de la ceinture principale. Il fut découvert le 23 septembre 1917 à Simeis par Sergueï Beliavski. Il présente une orbite caractérisée par un demi-grand axe de 2,24 UA, une excentricité de 0,20 et une inclinaison de 5,3° par rapport à l'écliptique.

## Nom
Cet astéroïde a été nommé en l'honneur de Kate Kristensen, épouse de l'astronome danois Leif Kahl Kristensen qui avait effectué plusieurs des calculs d'orbite de l'astéroïde.

## Compléments